# Bohdan Masztaler
Bohdan Mieczysław Masztaler (Ostróda, 19 settembre 1949) è un ex calciatore polacco, di ruolo centrocampista.

## Carriera
Con la Nazionale polacca ha preso parte ai Mondiali 1978.